# Матуро, Август
Август Матуро (англ. August Maturo; род. 28 августа 2007, Вентура, Калифорния, США) — американский ребёнок-актёр, получивший широкую известность после роли Огги Мэтьюза в ситкоме «Истории Райли» (2014).

## Фильмография
| Год       |    | Русское название | Оригинальное название | Роль                         |
| --------- | -- | ---------------- | --------------------- | ---------------------------- |
| 2012      | тф |                  | Applebaum             | Issac                        |
| 2014—2015 | с  | Истории Райли    | Girl Meets World      | Огги Мэтьюз / Auggie Mathews |